# Liste der Kulturdenkmäler in Mainhausen
Die folgende Liste enthält die in der Denkmaltopographie ausgewiesenen Kulturdenkmäler auf dem Gebiet  der Gemeinde Mainhausen, Landkreis Offenbach, Hessen.
Hinweis: Die Reihenfolge der Denkmäler in dieser Liste orientiert sich zunächst an Ortsteilen und anschließend der Anschrift, alternativ ist sie auch nach der Bezeichnung, der vom Landesamt für Denkmalpflege vergebenen Nummer oder der Bauzeit sortierbar.
Kulturdenkmäler werden fortlaufend im Denkmalverzeichnis des Landes Hessen durch das Landesamt für Denkmalpflege Hessen auf Basis des Hessischen Denkmalschutzgesetzes (HDSchG) geführt. Die Schutzwürdigkeit eines Kulturdenkmals hängt nicht von der Eintragung in das Denkmalverzeichnis des Landes Hessen oder der Veröffentlichung in der Denkmaltopographie ab.

Das Vorhandensein oder Fehlen eines Objekts in dieser Liste ist keine rechtsverbindliche Auskunft darüber, ob es Kulturdenkmal ist oder nicht: Diese Liste entspricht möglicherweise nicht dem aktuellen Stand der offiziellen Denkmaltopographie. Diese ist für Hessen in den entsprechenden Bänden der Denkmaltopographie Bundesrepublik Deutschland und im Internet unter DenkXweb – Kulturdenkmäler in Hessen einsehbar. Auch diese Quellen sind, obwohl sie durch das Landesamt für Denkmalpflege Hessen aktualisiert werden, nicht immer aktuell, da es im Denkmalbestand immer wieder Änderungen gibt.
Eine verbindliche Auskunft erteilt allein das Landesamt für Denkmalpflege Hessen.
Nutze diese Kartenansicht, um Koordinaten in der Liste zu setzen. In dieser Kartenansicht sind Kulturdenkmale ohne Koordinaten mit einem roten bzw. orangen Marker dargestellt und können in der Karte gesetzt werden. Kulturdenkmale ohne Bild sind mit einem blauen bzw. roten Marker gekennzeichnet, Kulturdenkmale mit Bild mit einem grünen bzw. orangen Marker.

## Kulturdenkmäler nach Ortsteilen

### Mainflingen
| Bild               | Bezeichnung                        | Lage                                                             | Beschreibung | Bauzeit                        | Objekt-Nr. |
| ------------------ | ---------------------------------- | ---------------------------------------------------------------- | --- | ------------------------------ | ---------- |
| Anna-Freund-Schule | Anna-Freud-Schule                  | Mainflingen, Humboldtstraße 29 LageFlur: 1, Flurstück: 176/3     | Schule im Neorenaissance-Stil mit Treppenhausturm, Beispiel des späten Historismus.                                                   | 1908                           | 42066 DDB  |
| weitere Bilder     | Katholische Pfarrkirche St. Kilian | Mainflingen, Kirchgasse 9 LageFlur: 1, Flurstück: 567/1          | Schlichte klassizistische Kirche mit eingestelltem Frontturm, nach Plänen von Georg Moller errichtet.                                 | 1451 Vorgängerbau, 1821 Neubau | 42067 DDB  |
| Kreuz              | Kreuz                              | Mainflingen, Kirchgasse Lage                                     | Ehemaliges Friedhofskreuz aus Sandstein. Kein Einzeldenkmal im Denkmalverzeichnis, zur katholischen Kirche gehörend.                  |                                | 42067 DDB  |
| Grasbrücke         | Grasbrücke                         | Mainflingen, Speckgraben (Ahlwiese) LageFlur: 7, Flurstück: 64/1 | In Rudimenten erhaltene Sandsteinbrücke, als Übergang der ehemaligen „Alten Straße“ über einen Bachlauf zur Grenzsicherung errichtet. | Um 1650                        | 784083 DDB |

### Zellhausen
| Bild                            | Bezeichnung                                          | Lage                                                                         | Beschreibung | Bauzeit                                    | Objekt-Nr. |
| ------------------------------- | ---------------------------------------------------- | ---------------------------------------------------------------------------- | --- | ------------------------------------------ | ---------- |
| weitere Bilder                  | Wohnhaus                                             | Zellhausen, Babenhäuser Straße 8/10 LageFlur: 1, Flurstück: 286/3, 288/1     | Traufständiges, straßenseitig teilweise verputztes Fachwerkwohnhaus. | Ende 17. Jahrhundert                       | 42070 DDB  |
| weitere Bilder                  | Fachwerkwohnhaus                                     | Zellhausen, Babenhäuser Straße 23 LageFlur: 1, Flurstück: 299                | Kleines Fachwerkhaus mit massivem Erdgeschoss. | 18. Jahrhundert                            | 42071 DDB  |
| Kreuz in der Babenhäuser Straße | Kreuz                                                | Zellhausen, Keilmannplatz (Babenhäuser Straße) LageFlur: 1, Flurstück: 886/5 | Sandsteinkreuz mit kleiner Gussfigur, auf Postament mit Inschrift stehend. | „30. AUGUST 1799“ Inschrift, 1913 erneuert | 42069 DDB  |
| weitere Bilder                  | Wohnhaus                                             | Zellhausen, Obergasse 13/15 LageFlur: 1, Flurstück: 14/1, 16/4               | Langgestrecktes Doppelhaus mit weitgehend vollständigem Fachwerkgefüge, Nr. 15 vollständig verputzt.                                                                             | 18. Jahrhundert                            | 42072 DDB  |
| weitere Bilder                  | Katholische Pfarrkirche St. Wendelinus mit Pfarrhaus | Zellhausen, Pfortenstraße 16/18 LageFlur: 1, Flurstück: 742/1, 904/1, 904/3  | Neugotisches Kirchengebäude mit kreuzförmigem Grundriss und seitlich angestelltem hohem Turm mit Spitzhelm und Ecktürmchen, nach Plänen von Ludwig Becker errichtet.             | 1783 Vorgängerkirche, 1903/04 Neubau       | 42073 DDB  |
| Ehemalige Schule und Rathaus    | Ehemalige Schule/Rathaus                             | Zellhausen, Rathausstraße 2 LageFlur: 1, Flurstück: 134/1                    | Schlichter, klassizistisch-ländlicher, zweigeschossiger Bau aus Natursteinmauerwerk mit Satteldach und Dachreiter (nachträglich ergänzt). Von 1929 bis 1975 als Rathaus genutzt. | 1830                                       | 42074 DDB  |
| Friedhofskreuz                  | Friedhofskreuz                                       | Zellhausen, Stockstädter Straße 18 LageFlur: 2, Flurstück: 809/1             | Kreuz aus Werkstein erneuert, mit Gusskorpus. Auf Sandsteinpostament mit gotisierender Ornamentik und Inschrift stehend.                                                         | 1842                                       | 42075 DDB  |
| Eisenbahnbrücke                 | Eisenbahnbrücke                                      | Zellhausen, Zellweg LageFlur: 4, Flurstück: 78/2                             | Tonnengewölbter Dammdurchlass aus Buntsandstein mit Böschungsflügeln. | 1880                                       | 923895 DDB |